# IBF Älvstranden
IBF Älvstranden, als Abkürzung für Innebandyföreningen Älvstranden, ist ein schwedischer Unihockey-Verein aus Göteborg, der in der ersten Schwedischen Unihockey-Liga spielt. Seine Heimspiele trägt der Verein in der Lundbystrand Arena aus.

## Geschichte
Älvstranden entstand 1996 aus der Fusion der beiden Klubs BK Dumle und Lundby IBK.

## Erfolge
In der Saison 2005/2006 gelang der Wiederaufstieg in die Eliteserie.